# Iván Díaz
Iván Santiago Díaz (* 23. ledna 1993, San Fernando de la Buena Vista, Buenos Aires) je argentinský fotbalový záložník, od roku 2016 hráč klubu MŠK Žilina.

## Klubová kariéra
Svou fotbalovou kariéru začal v argentinském klubu CA River Plate. Následně hrál v řeckém týmu Panathinaikos Atény. Od února 2012 působil v FK AS Trenčín, po svátcích se však na začátku roku 2013 v Trenčíně nehlásil. Vrátil se do River Plate.
Poté působil v klubu Anorthosis Famagusta z Kypru. V březnu 2016 se objevil zpátky na Slovensku a posílil klub MŠK Žilina. V sezóně 2016/17 Fortuna ligy získal se Žilinou titul.

## Reprezentační kariéra
Byl členem argentinské reprezentace do 20 let.